# Laphamite
La laphamite è un minerale.